# واتش هيل (رود آيلاند)
واتش هيل (بالإنجليزية: Watch Hill, Rhode Island)‏ هي أماكن مخصصة للتعداد تقع في الولايات المتحدة في كونيتيكت.